# Основная теорема
Основная теорема — математическая теорема, получившая особый статус в связи с ключевой ролью для развития какой-либо из областей математики. Такой статус отражает в первую очередь значение для той или иной отрасли, при этом не обязательно он связан со сложностью или элементарностью формулировки или доказательства.
У основных теорем есть ряд общих признаков, так, кроме того, что они вскрывают фундаментальные закономерности, они часто связывают несколько разных разделов математики, допускают кардинально различные доказательства, обладают богатой историей и находились, по крайней мере в какой-то момент, в центре математических событий. Как правило, основные теоремы сохраняют значение также и по мере развития математики, получая обобщения и аналоги в новых и смежных ветвях математики. Все теоремы, относимые к категории основных, имеют особую методологическую значимость: именно в них и их доказательствах наиболее ярко проявляются методологические подходы и философские проблемы математики. Такие теоремы отражают объективный компонент развития науки: они зачастую переоткрываются или доказываются в одно и то же время различными учёными, и не зависят от инструментальных конструкций, построений, будучи справедливыми для различных подходов. В связи с последним, основные теоремы не разрабатываются и не изобретаются, а открываются.
Теоремы, получившие статус основных в главных ветвях математики: основная теорема арифметики, основная теорема алгебры, основная теорема анализа. Во многих разделах и подразделах, в отдельных направлениях выделяются собственные основные теоремы, например, основная теорема теории Галуа выражает главный результат теории Галуа. Есть ситуации, когда в довольно обширном разделе основной теоремой называется несколько утверждений, так, «основной теоремой римановой геометрии» называют как теорему о связности Леви-Чивиты, так и теорему Нэша о регулярных вложениях. При этом ряд общепризнанно основных теорем не отражают этот факт в своём названии, в частности, таковы теорема Пифагора для геометрии треугольника, теорема Евклида для элементарной теории чисел, теорема Дирихле о простых числах в арифметической прогрессии для аналитической теории чисел, китайская теорема об остатках, теорема об эйлеровом цикле («задача о кёнигсбергских мостах»), теорема Эйлера для многогранников, неравенство между средним арифметическим и средним геометрическим, теорема Линдемана — Вейерштрасса для теории трансцендентных чисел, теорема Фробениуса для теории ассоциативных алгебр, теорема Тихонова о компактности, теорема Стоуна — Вейерштрасса, теорема Лёвенгейма — Скулема, великая теорема Ферма и ряд других.